# Pindaí
Pindaí là một đô thị thuộc bang Bahia, Brasil. Đô thị này có diện tích 715,482 km², dân số năm 2007 là 14706 người, mật độ 20,6 người/km².